# 弗朗索瓦·貢內西亞特
| 915 Cosette    | 1918年12月14日 |
| 931 Whittemora | 1920年3月19日  |

弗朗索瓦·貢內西亞特（法語：François Gonnessiat，1856年5月22日—1934年10月18日）是一名法國天文學家、彗星觀察家，也是兩顆小行星的發現者
貢內西亞特出生於尼里約-沃洛尼亞。他曾在里昂天文台工作。1889年，他獲得法國科學院頒發的拉朗德獎；1901年，他成為基多天文台台長，負責大地測量工作。他成為該城市學術界知名且受人尊敬的成員，該市有一條街道以他的名字命名。1908年至1931年，他擔任阿爾及爾天文台台長，他的同事之一是班傑明·葉霍夫斯基。
小行星1177以他的名字命名。